# HTC One X+
HTC One X+ — флагманский смартфон тайваньской компании HTC 2012 года. Преемник HTC One X, созданный с целью конкурировать с флагманами других компаний, такими как Samsung Galaxy S III и LG Optimus G.
Смартфон разработан компанией HTC Corporation и представлен официально 2 октября 2012 года. Является улучшенной версией смартфона HTC One X. Модель стала одним из первых Android-смартфонов в России с 64 ГБ встроенной памяти.
В аппарате убраны ошибки предшественника (в том числе программного характера). В его основе лежит аппаратная платформа NVIDIA Tegra 3 AP37 с более мощным, чем у оригинала четырёхъядерным процессором с тактовой частотой 1,7 ГГц. В качестве операционной системы в аппарате используется Google Android 4.1.1 Jelly Bean с предыдущей версией фирменного пользовательского интерфейса HTC Sense 4+. Так же производителем заявлены улучшения по сравнению с предшественником в скорости работы (на 27 % быстрее) и времени автономной работы (на 37 % дольше)

## Отличия от предшественника
- Поддержка Bluetooth с низким энергопотреблением[2]
- Тактовая частота процессора повышена до 1.7 ГГц (скорость работы увеличена на 27 %)
- Встроенная память увеличена до 64 Гб;
- Аккумулятор 2100 mAh (автономность увеличена на 37 %).

### Аппаратное обеспечение

#### Корпус
Точная копия HTC One X, единственное отличие — красная окантовка модуля камеры и софтверных кнопок. Аккуратный аппарат в формфакторе моноблок. Телефон удобно лежит в руке, дисплей достаточно большой — 4.7 дюйма, толщина составляет 8,9 мм. Поставляется в чёрном и белом цветах.

#### Камера
В телефоне установлен модуль камеры на 8MP, схожий на HTC One X, но в отличие от последнего он может снимать непрерывно до 4 кадров в секунду одним нажатием. Так же увеличено кол-во МП фронтальной камеры, 1.6 против 1.3.

#### Процессор
Как и HTC One X, телефон работает на базе процессора Nvidia Tegra 3 построенного по принципу 4+1, где 4 — количество основных ядер, работающих на тактовой частоте 1.7 ГГц (предназначенные для работы с ресурсоёмкими программами), а 1 — это дополнительное, которое предназначено для низкопродуктивной работы

#### Аккумулятор
HTC One X+ работает от Li-ion аккумулятора емкостью 2100 мА/ч, который на 300мА/ч больше One X и обеспечивает большую автономность на 37 %

#### Память
На телефоне установлен 1 ГБ оперативной памяти типа DDR2 и 64 ГБ постоянной памяти. Слот microSD на One X+ отсутствует (как и на One X).

### Программное обеспечение

#### Операционная система
Смартфон поставляется с Android Jelly Bean версии 4.1.1 и Sense 4+ (На данный момент последняя версия 4.2.2 и Sense 5.0)

#### Интерфейс
На HTC One X+ установлен интерфейс собственного производства компании HTC Sense версии 4+.